# فروشگاه بزرگ تارتو

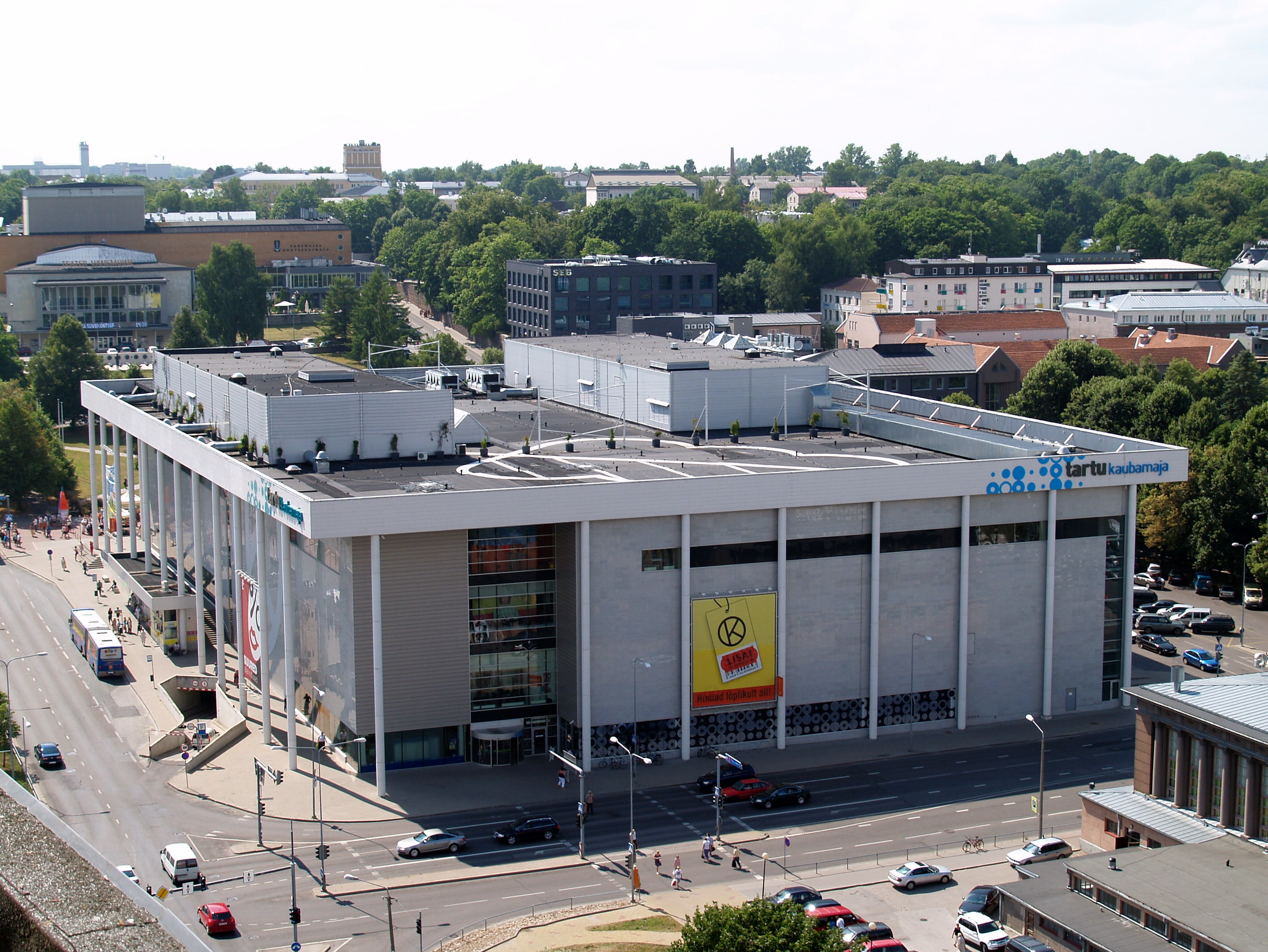
فروشگاه بزرگ تارتو

فروشگاه بزرگ تارتو (به انگلیسی: Tartu Department Store) یک مرکز خرید در شهر تارتو، استونی است.
این مرکز خرید که در سال ۲۰۰۵ تأسیس و در سال ۱۶–۲۰۱۵ بازسازی شده‌است متعلق به گروه تالین کاوبامایا (گروه فروشگاه بزرگ تالین) است.